# Marcos Llunas
Marcos Gómez Llunas (Madrid, 29 settembre 1971) è un cantante spagnolo.
Figlio del cantante Dyango, inizia la sua carriera nel 1993. Si fece conoscere con canzoni come Completamente tuyo, Para reconquistarte, La de Siempre, La reina de las diosas , La dueña de mis ojos, Sin Rencor (con la quale si classificò sesto all'Eurovision Song Contest 1997), Eres mi debilidad (con la quale vinse l'OTI 1995) o Vale la pena.
Ha un notevole successo in Sudamerica dove ha ricevuto numerosi riconoscimenti. Ha inciso canzoni in spagnolo, portoghese e catalano.
Ha collaborato con suo padre Dyango, Juan Carlos Calderón, Gloria Estefan, Juan Luis Guerra e Alejandro Abad (compositore della maggior parte dei suoi successi).

## Discografia
- 1993 Marcos Llunas
- 1994 Piel a piel
- 1996 Vida
- 1997 Mi Historia
- 1999 Pluja d'estels
- 2000 Desnudo
- 2002 Me gusta
- 2003 Hechicera
- 2004 Mi retrato